# Espacio tensorial
Sea E un módulo sobre un anillo conmutativo A unitario. Se denomina tensor p veces contravariante y q veces covariante en E a cualquier elemento del producto tensorial {\displaystyle \bigotimes _{i=1}^{p}E\otimes \bigotimes _{j=1}^{q}E^{*}}, donde {\displaystyle E^{*}} es el módulo dual de E.
Sea u un automorfismo de A-módulo E, {\displaystyle {}^{t}u} es el morfismo contragrediente de {\displaystyle E^{*}}, es decir el automorfismo definido por {\displaystyle {}^{t}u(\varphi )=\varphi \circ u}. Se puede definir una acción del grupo lineal GL(E) sobre {\displaystyle \bigotimes _{i=1}^{p}E\otimes \bigotimes _{j=1}^{q}E^{*}} mediante:
{\displaystyle {\begin{matrix}u\cdot x=&\underbrace {(u\otimes \cdots \otimes u} &\otimes &\underbrace {{}^{t}u\otimes \cdots \otimes {}^{t}u)} (x)\\&p&&q\end{matrix}}}
Se denomina espacio tensorial en E a cualquier submódulo H de {\displaystyle \bigotimes _{i=1}^{p}E\otimes \bigotimes _{j=1}^{q}E^{*}} estable para la ley externa {\displaystyle (u,x)\mapsto u\cdot x}.